# Екзотична сфера
Екзотична сфера — гладкий многовид М, що гомеоморфний, але не дифеоморфний стандартній n-сфері.

## Історія
Перші приклади екзотичних сфер були побудовані Джоном Мілнором в розмірності 7; він довів, що на {\displaystyle S^{7}} існує як мінімум 7 різних гладких структур. Тепер відомо, що {\displaystyle S^{7}} має 28 гладких структур.
Ці приклади, так звані сфери Мілнора, були знайдені серед просторів {\displaystyle S^{3}}-розшарувань над {\displaystyle S^{4}}. Такі розшарування класифікуються двома цілими числами {\displaystyle a} і {\displaystyle b} — елементом {\displaystyle \mathbb {Z} ^{2}=\pi _{3}(\mathrm {SO} (4))}. Деякі з цих розшарувань {\displaystyle M_{a,b}} гомеоморфні стандартній сфері, і при цьому не дифеоморфні їй.
Оскільки {\displaystyle M_{a,b}} одинзв'язні, згідно узагальненої гіпотези Пуанкаре, перевірка гомеоморфності {\displaystyle M_{a,b}} і {\displaystyle S^{7}} зводиться до підрахунку гомологій {\displaystyle M_{a,b}}; ця умова накладає певні умови на {\displaystyle a} і {\displaystyle b}.
У доведенні недифеоморфності Мілнор міркує від противного. Він зауважує, що многовид {\displaystyle M_{a,b}} є межею 8-вимірного многовиду — простору {\displaystyle W_{a,b}} розшарування диска {\displaystyle D^{4}} над {\displaystyle S^{4}}. Далі, якщо {\displaystyle M_{a,b}} дифеоморфний стандартній сфері, то {\displaystyle W_{a,b}} можна заклеїти кулею, отримавши замкнутий гладкий 8-вимірний многовид. Підрахунок сигнатури отриманого многовиду через його числа Понтрягіна призводить до протиріччя.